# دايفيد لوكاس
دايفيد لوكاس (بالإنجليزية: David Lucas)‏ (23 نوفمبر 1977 ببرستون في المملكة المتحدة - ) هو لاعب كرة قدم بريطاني في مركز حراسة المرمى. شارك مع منتخب إنجلترا تحت 18 سنة لكرة القدم ومنتخب إنجلترا تحت 20 سنة لكرة القدم. أما مع النوادي، فقد لعب مع برمنغهام سيتي وبريستون نورث إيند وسكونثورب يونايتد وسويندون تاون وشيفيلد وينزداي وليدز يونايتد ونادي بارنسلي وفليتوود تاون ونادي روتشديل ودارلينجتون إف سى.

## وصلات خارجية
- دايفيد لوكاس على موقع قاعدة بيانات كرة القدم.إي يو (الإنجليزية)
- دايفيد لوكاس على موقع Soccerbase.com (لاعب) (الإنجليزية)